# Фемистокл (Адамопулос)
Епи́скоп Фемисто́кл (греч. Επίσκοπος Θεμιστοκλής, в миру Темистокли́с (Те́ми) Э́нтони Адамо́пулос, англ. Themistocles Anthony "Themi" Adamopoulos; род. 1945, Александрия) — архиерей Александрийской православной церкви, епископ Никопольский (с 2022), викарий Гвинейской митрополии.

## Биография
Родился в 1945 году в Александрии, Египет, в греческой семье. В 1957 году вместе с семьёй эмигрировал в Австралию, присоединившись к массовому исходу греков из Египта, поскольку они «не чувствовали себя желанными». Среди первой большой волны иммигрантов, прибывших в Мельбурн, его родители почувствовали, что должны ассимилироваться. Как профессионалов — его мать была учительницей, отец химиком — их приняли довольно быстро.
В молодые годы, будучи атеистом, интересовался марксизмом и был лидером популярной австралийской рок-группы «The Flies». По собственному признанию: «я попал под влияние популярной музыки. Это был период бурного расцвета английской поп-музыки, и в свободное время я создал группу, подражающую Beatles и Rolling Stones. Мы были довольно успешны. Любопытно, что я горжусь тем, что принадлежал к первой „длинноволосой“ группе в Австралии, длинные волосы были тогда символом новой молодежной революции. Мы выпустили записи, мы даже были в десятке хитов, и у нас был фан-клуб — я обычно получал письма каждый день».
Принимал участие в молодёжном движении протеста против войны во Вьетнаме, он занимался защитой прав человека, он поддерживал движение за права женщин. И он внимательно изучал различные религиозные верования, пытаясь найти ответ на экзистенциальные вопросы. Он был профессором политологии в Мельбурнском университете. Был последователем религий Дальнего Востока, но позднее вернулся к православию.
По собственному признанию: «В 1972 году я бросил всё — учёную карьеру, звания, стремления, мечты — и вернулся к православию. Я видел труды матери Терезы и, несмотря на мою университетскую должность, которая обеспечивала хорошую зарплату, я чувствовал себя бедным, очень бедным. Я начал тогда новую жизнь. Имея за плечами академическое прошлое, я принялся за изучение теологии. Получил степень в католической богословской школы Corpus Christi. Тогда под руководством архиепископа Стилианоса я учился в Богословской Школе Святого Креста в Бостоне. В то же время я изучал иврит и древнегреческий в Гарвардском университете».
С 1986 по 1999 год был профессором в Богословской школе святого Андрея Австралийской архиепископии, преподавая там библеистику, историю раннего христианства, древнееврейский язык. Параллельно преподавал теологию и коптский (древнеегипетский) язык в Университете Сиднея.
В 1999 году был последовательно хиротонисан во диакона и пресвитера и направился миссионером в Кению, а с 2007 года миссионерствовал в Сьерра-Леоне.
С 10 октября 2010 по 21 ноября 2012 год временно управлял Сьерра-Леонская епархией.
16 декабря 2021 года награждён президентом Греческой Республики Премией за гуманитарное предложение в рамках премии ARGO Awards 2021.
12 января 2022 года Священным синодом Александрийского патриархата по предложению Папы и Патриарха Феодора II, он был избран титулярным епископом Нилопольским.
6 февраля 2022 года в монастыре Святого Саввы в Александрии состоялась его архиерейская хиротония. Рукоположение совершили: папа и патриарх Александрийский Феодор II, митрополит Гвинейский Георгий (Владимиру), митрополит Пилусийский Наркисс (Гаммох) и митрополит Тамиафский Герман (Галанис).